# Albiez
Albiez oder Albietz ist ein relativ seltener Familienname.

## Herkunft und Bedeutung
Der Name ist aus den Worten alt und biezen (mittelhochdeutsch für reparieren/flicken) zusammengesetzt und steht für den Beruf des Schuhmachers resp. spezifischer des Flickschusters, früher auch Altbutzer oder Altbüßer genannt (der das Alte „biezt“).

## Varianten
- Albietz
- Albitz
- Albiz
- Albisser

## Namensträger
- Daniel Albietz (* 1971), Anwalt und CVP-Gemeinderat in Riehen BS
- Ernst Albiez (1892–1959), badischer Landwirt
- Johann Albiez (1654–1727), deutscher Bauer und Salpetersieder
- Josef Albisser (1868–1943), Schweizer Jurist und Politiker (SP)
- Karl Albietz (1863–1939), badischer Landtagsabgeordneter
- Karl Albietz (Pastor) (* 1942), ehemaliger Direktor der Pilgermission St. Chrischona
- Konrad Albiez (1806–1877), deutscher Orgelbauer
- Marie Frieda Albiez (1876–1922), Schweizer Gründerin einer katholischen Organisation
- Richard Albitz (1876–1954), deutscher Maler
- Robert Albiez (1922–2013), erster Vorsitzender der Badischen Volkspartei
- Ruth Albitz (Ruth Albitz-Geiß; * 1924–nach 1969), deutsche Grafik-Designerin
- Sarah Albiez-Wieck (* 1981), deutsche Ethnologin und Historikerin
- Thomas Albiez (* 1957), deutscher Autokonstrukteur
- Winfried Albiez (1938–1984), Orgelbauer